# Fénétra
Le fénétra est une pâtisserie traditionnelle de la région toulousaine, à base d'amande, de citron confit et d'abricot, et qui se consomme froide. Quelque peu oubliée de nos jours, cette spécialité reste liée à la fête du Grand Fénétra qui a lieu chaque année à Toulouse en début d'été.

## Composition
Le fénétra, généralement de forme ovale, est composé de trois niveaux. Le fond est une pâte sablée. Au dessus de celle-ci est installée la garniture à base de confiture (le plus souvent d'abricots cuits en marmelade) et de cubes d'écorces de citron confit. Le tout est couronné d'une dacquoise (biscuit macaroné aux amandes),. 
S'il est parfois confectionné avec une meringue, la recette du fénétra est aujourd'hui officiellement fixée avec une dacquoise. 
Il se conserve facilement plusieurs jours, hors du frigidaire. 

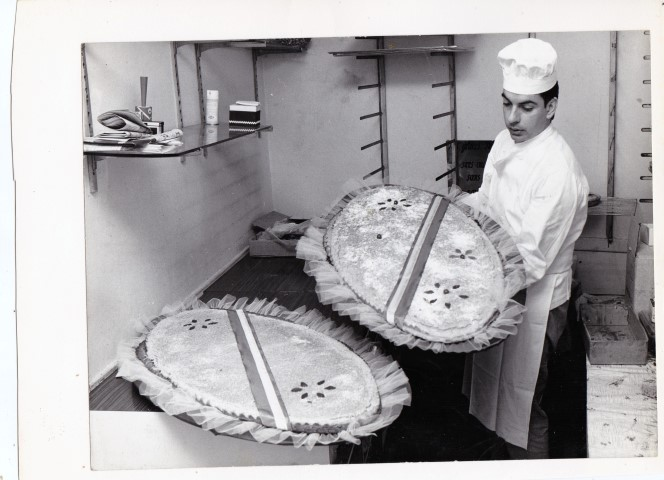
Fénétra sortant du four, 1970.

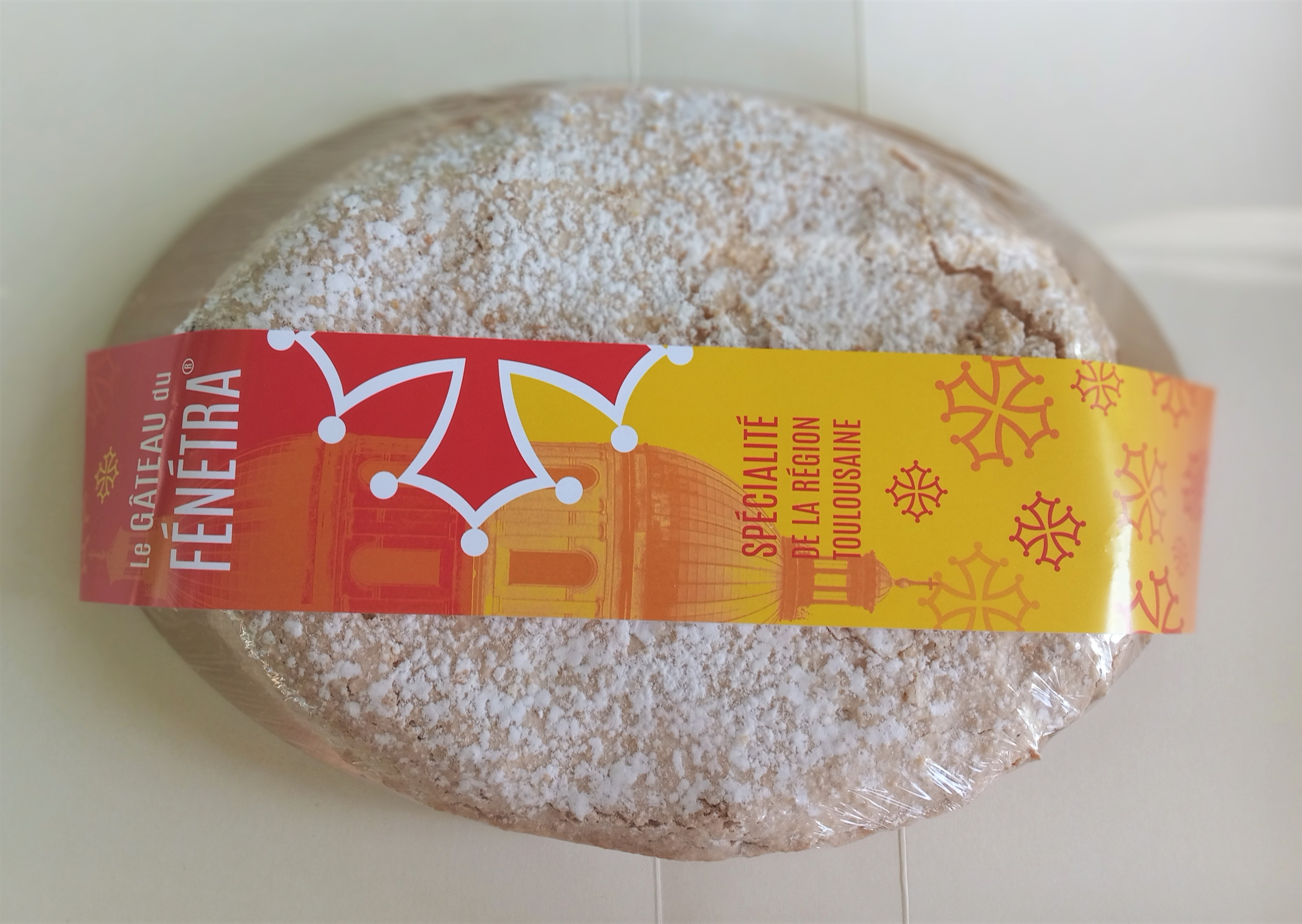
Un fénétra dans son emballage labelisé, 2021

## Origine et histoire
Cette recette serait très ancienne et issue de l'époque gallo-romaine. Le gâteau était consommé lors de la fête des morts locale pratiquée au mois de mars : les Feretralia. Les Toulousains se rendaient en famille à la grande nécropole au sud de la ville (située le long de l'actuelle rue du Férétra) pour honorer les morts et faire des offrandes. Le nom de la fête et du gâteau qui lui est associé s'est par la suite transformé en férétra puis fénétra.
La recette a perduré au cours des siècles. Aux XVIIIe et XIXe siècles, le repas des fêtes familiales des Toulousains comprenait souvent le fénétra, dessert pouvant être consommé pendant plusieurs jours. Le gâteau semble perdre rapidement en popularité au cours du XXe siècle, tandis que la fête du même nom disparaît complètement. La recette est cependant sauvegardée car transmise de génération en génération par certaines familles de la région toulousaine,. 
En 1963, Fernand Cousteaux, rédacteur en chef de la Dépêche du Midi œuvre pour relancer la fête du Grand Fénétra. En 1970, sous l'influence du Comité des fêtes de la ville, les pâtissiers organisent un concours pour remplacer l'offrande du pain par un gâteau spécifique qui portera le nom de « gâteau du Fénétra ». Le cahier des charges stipule que cette pâtisserie doit être un « gâteau de voyage pour pouvoir porter le nom de Toulouse en dehors de la ville. » L'appellation « gâteau du Fénétra » est ensuite déposée par l'Union des artisans pâtissiers de la Haute-Garonne selon la recette de Christian Lacoste qui remet au goût du jour ce gâteau tombé en désuétude. Ainsi, la recette est officiellement fixée et encadrée afin de gagner en visibilité, et dans l'espoir de redonner sa renommée à cette spécialité faisant partie du folklore toulousain,,. 
Malgré ces efforts, ce gâteau traditionnel n'arrive pas à se faire connaître du grand public local. De l'aveu même de l'office du tourisme, le fénétra reste « plus connu par les touristes que par les toulousains eux-mêmes ».